# سفارت کامرون در مسکو
سفارت کامرون در مسکو (به لاتین: Embassy of Cameroon) یک سفارت در روسیه است که در مسکو واقع شده‌است.